# 元気美佐恵
元気 美佐恵（げんき みさえ、1973年2月14日 - ）は、日本の元女子プロレスラー。本名：渡辺 美佐恵（わたなべ みさえ）。埼玉県入間市出身。血液型A型。NEO女子プロレスに所属していた。

## 所属
- 全日本女子プロレス（1994年 - 1997年）
- ネオ・レディース（1997年 - 2000年）
- NEO女子プロレス（2000年 - 2008年）

## 来歴
『天才・たけしの元気が出るテレビ!!』の女子プロ予備校出身であり、リングネームの由来となっている。なお、同番組企画の出身者には上林愛貴・シュガー佐藤・市来貴代子の3人がいるが、全日本女子プロレスのオーディションに合格したのは元気1人のみである。
田村欣子らと共に「平成6年組」として全女入門後、1994年8月28日の後楽園ホール大会で玉田りえ・高橋洋子組相手にデビュー（パートナーは前川久美子）。全女在籍時代はなかなか体重が増えなかったが、1997年にネオ・レディース（現NEO女子プロレス）へ移籍した後に急激に増加するようになった。
「美佐恵ちゃん」というリングネームでDDTプロレスリングなど男子プロレス団体に上がったこともあった。2000年12月17日に行われたスマックガール第1回大会では、かつての後輩である張替美佳相手に総合格闘技ルールで試合を行った。
2008年7月13日の後楽園ホール大会の試合後に年内いっぱいでの現役引退を表明し、同年12月31日の後楽園ホール大会で引退。
2010年7月18日、地元入間市で自身がプロデュースする「元気が出る女子プロレス」を開催。
引退後は飲食店従業員となり、2013年より東京都飯田橋でプロレスラーのザ・グレート・カブキが経営する「BIG DADDY 酒場 かぶき うぃず ふぁみりぃ」に勤務。2016年1月18日、移転した同店舗跡地に、自らの店舗「居酒屋ねばーぎぶあっぷ。」をオープンし、実業家として活動している。

## 戦績
| 総合格闘技 戦績 | 総合格闘技 戦績 | 総合格闘技 戦績 | 総合格闘技 戦績 | 総合格闘技 戦績 | 総合格闘技 戦績 | 総合格闘技 戦績 |
| --------------- | --------------- | --------------- | --------------- | --------------- | --------------- | --------------- |
| 1 試合          | (T)KO           | 一本            | 判定            | その他          | 引き分け        | 無効試合        |
| 1 勝            | 0               | 0               | 1               | 0               | 0               | 0               |
| 0 敗            | 0               | 0               | 0               | 0               | 0               | 0               |

| 勝敗 | 対戦相手 | 試合結果          | 大会名                   | 開催年月日     |
| ○    | HARI     | 5分3R終了 判定3-0 | Smack Girl 〜Episode 0〜 | 2000年12月17日 |

## 得意技
- Gドライバー
- Gドライバー裏
- ノド輪落とし
- カンパーナ
- スーパーフリーク

## タイトル歴
- 大日本認定女子シングル（初代）
- アイアンマンヘビーメタル級王座（27代、32代、35代、221代、227代）
- AWF世界女子シングル（第18代）
- JWP認定タッグ（第17代・パートナーは輝優優）
- NWAパシフィック女子&NEO認定シングル王座（第4代、第14代、第16代）
- NEO認定タッグ王座（第4代・第7代 パートナーは松尾永遠→田村欣子）

## 入場テーマ曲
- 「Deep Shot」 「全日本女子プロレス・ヤング・ファイト集 Action&Bright」に収録。